# Rahajärvi-Kontteroinen
Rahajärvi-Kontteroinen este o arie protejată (arie de protecție specială avifaunistică — SPA) din Finlanda întinsă pe o suprafață de 288 ha, integral pe uscat.

## Localizare
Centrul sitului Rahajärvi-Kontteroinen este situat la coordonatele 63°59′58″N 26°49′12″E / 63.9994°N 26.82°E.

## Înființare
Situl Rahajärvi-Kontteroinen a fost declarat arie de protecție specială avifaunistică în august 1998 pentru a proteja 12 specii de animale.

## Biodiversitate
Situată în ecoregiunea boreală, aria protejată nu include niciun habitat protejat.
La baza desemnării sitului se află mai multe specii protejate de  păsări (12): rață sulițar (Anas acuta), gâscă de semănătură (Anser fabalis), rața moțată (Aythya fuligula), erete de stuf (Circus aeruginosus), erete vânăt (Circus cyaneus), lebădă de iarnă (Cygnus cygnus), șoimul rândunelelor (Falco subbuteo), vânturel roșu (Falco tinnunculus), cocor (Grus grus), codobatura galbenă (Motacilla flava), rață cârâitoare (Spatula querquedula), fluierar de mlaștină (Tringa glareola).
Pe lângă speciile protejate, pe teritoriul sitului au mai fost identificate 11 specii de păsări.